# Mirjam Puchner
Mirjam Puchner  (født 18. maj 1992) er en østrigsk alpin skiløber. Hun har specialiseret sig i styrtløb og super-G.

## Karriere
Puchner fik sin debut i alpine verdenscuppen i styrtløbet i St. Anton den 12. januar 2013.
Hun blev østrigsk mester i styrtløb i 2014 og 2015.
Hun tog sin første VM-sejr og første podieplads i VM, da hun vandt styrtløb i St. Moritz den 16. marts 2016.
Hun tog sølv i super-G ved vinter-OL 2022 i Beijing, 22 hundrededele efter vinderen Lara Gut-Behrami.